# Arnon de Andrade
Arnon Alberto Mascarenhas de Andrade (Ibicaraí, 11 de março de 1939 — Natal, 22 de setembro de 2024) foi um jornalista e professor universitário brasileiro. É considerado um dos fundadores da TV Universitária do Rio Grande (TVU) e seu primeiro diretor.

## Biografia
Arnon nasceu no distrito da Palestina, localizado no município de Ibicaraí, na Bahia. Arnon de Andrade possuía formação acadêmica com graduação em Pedagogia, com licenciatura em Psicologia da Educação pela Universidade Federal da Bahia, concluída em 1969. Posteriormente, obteve uma especialização em Produção de TV Educativa em 1971. Em 1975, concluiu o mestrado em Tecnologia Educacional no Instituto Nacional de Pesquisas Espaciais (INPE), e em 1982, obteve o doutorado em Ciências da Educação pela Université de Caen, na França. Andrade atuou como consultor de diversas publicações científicas e foi professor associado na Universidade Federal do Rio Grande do Norte (UFRN). Sua experiência acadêmica e profissional foi focada na área de Educação, com ênfase em Tecnologia Educacional, destacando-se em temas como educação, tecnologia educacional, meios de comunicação e educação, educação à distância e novas tecnologias da informação e comunicação, além de contribuir para a formação de professores. Além de sua trajetória acadêmica, era torcedor do Bahia e, ao se mudar para Natal, tornou-se também torcedor do ABC Futebol Clube.

### Carreira
Arnon Andrade dedicou mais de três décadas à Universidade Federal do Rio Grande do Norte (UFRN), onde se destacou como professor, gestor e pesquisador na área de educação, com ênfase em tecnologia educacional. Atuou como professor do Departamento de Educação da UFRN e foi um dos pioneiros no desenvolvimento de projetos educacionais que envolviam o uso de novas tecnologias. Andrade foi um dos fundadores da TV Universitária (TVU) do Rio Grande do Norte, da qual foi o primeiro diretor. Sob sua liderança, a emissora foi responsável por disseminar conteúdo educativo em diversas regiões do estado.
No campo da extensão universitária, exerceu o cargo de Pró-reitor de Extensão da UFRN entre 1995 e 1999, sendo responsável pela criação e consolidação de importantes projetos, como Trilhas Potiguares, Cientec e Probásica. Também foi um dos idealizadores do Projeto Satélite Avançado de Comunicações Interdisciplinares (Saci), uma iniciativa que utilizava satélites para transmitir programas educacionais, expandindo o acesso à educação em áreas remotas do Rio Grande do Norte. Além disso, fundou o primeiro mestrado e coordenou a criação do primeiro doutorado em Educação da UFRN, contribuindo significativamente para o fortalecimento da pós-graduação no Norte e Nordeste do Brasil. Em 2017, criou a Revista Educação em Questão, um periódico online do Centro de Educação da UFRN.

## Morte
Arnon Andrade faleceu no dia 22 de setembro de 2023, aos 85 anos. Seu falecimento foi amplamente lamentado por colegas, alunos e instituições. O velório ocorreu no Cemitério Morada da Paz, em Parnamirim, Rio Grande do Norte.

## Homenagens
Após sua morte, a Universidade Federal do Rio Grande do Norte e o ADURN-Sindicato emitiram notas de pesar, destacando suas contribuições para a educação e para o progresso da TV Universitária no estado.
Em sua homenagem, a TVU reprisou uma edição especial do programa Memória Viva, que havia sido gravada com Andrade em 2004, relembrando sua trajetória pessoal e profissional.